# Beaumaris
Beaumaris (walisisk: Biwmares) er en by og community på Isle of Anglesey i Wales, og tidliger county town på Anglesey. Den ligger ved den østlige indgang til Menaistrædet, der er et tidsvandsområde, der adskillger Anglesey North Wales' kyst.
I 2011 havde byen 1.938 indbyggere. Communitiet inkluderer Llanfaes.
Byen er kendt for Beaumaris Castle, der er på UNESCO's Verdensarvsliste som en del af Kong Edvards borge og bymure i Gwynedd.